# 明治神宮野球大会 高校の部 (東京都勢)
明治神宮野球大会高校の部における東京都勢の成績について記す。

## 大会結果
| 大会                 | 代表校                        | 試合結果 | 試合結果              | 備考        |
| -------------------- | ----------------------------- | -------- | --------------------- | ----------- |
| 1973年（第4回大会）  | 日大三（初出場）              | 2回戦    | ● 3 - 4 大分商        | 延長10回    |
| 1974年（第5回大会）  | 早稲田実（初出場）            | 1回戦    | ● 4 - 5x 天理         | 延長10回    |
| 1975年（第6回大会）  | 日大一（初出場）              | 1回戦    | ● 0 - 6 自動車工      |             |
| 1976年（第7回大会）  | 早稲田実（2年ぶり2回目）      | 2回戦    | ○ 4 - 2 北海道日大    |             |
| 1976年（第7回大会）  | 早稲田実（2年ぶり2回目）      | 準決勝   | ○ 10 - 1 成章         |             |
| 1976年（第7回大会）  | 早稲田実（2年ぶり2回目）      | 決勝     | ○ 13 - 5 大田         |             |
| 1977年（第8回大会）  | 早稲田実（2年連続3回目）      | 1回戦    | ● 8 - 9x 東海大四     | 延長10回    |
| 1978年（第9回大会）  | 桜美林（初出場）              | 1回戦    | ○ 7 - 1 熊谷商        |             |
| 1978年（第9回大会）  | 桜美林（初出場）              | 2回戦    | ● 1 - 2 柳川商        |             |
| 1979年（第10回大会） | 二松学舎大付（初出場）        | 2回戦    | ● 5 - 7 東北          |             |
| 1980年（第11回大会） | 早稲田実（3年ぶり4回目）      | 1回戦    | ○ 8 - 1 甲陵          | 7回コールド |
| 1980年（第11回大会） | 早稲田実（3年ぶり4回目）      | 2回戦    | ○ 1 - 0 秋田経大付    |             |
| 1980年（第11回大会） | 早稲田実（3年ぶり4回目）      | 準決勝   | ○ 16 - 8 宇都宮学園   |             |
| 1980年（第11回大会） | 早稲田実（3年ぶり4回目）      | 決勝     | ● 1 - 4 星稜          |             |
| 1981年（第12回大会） | 早稲田実（2年連続5回目）      | 2回戦    | ○ 9 - 4 桐生工        |             |
| 1981年（第12回大会） | 早稲田実（2年連続5回目）      | 準決勝   | ● 5 - 8 明徳          |             |
| 1982年（第13回大会） | 帝京（初出場）                | 1回戦    | ● 2 - 4 東北          |             |
| 1983年（第14回大会） | 岩倉（初出場）                | 1回戦    | ○ 2 - 1 大牟田        |             |
| 1983年（第14回大会） | 岩倉（初出場）                | 準決勝   | ○ 5x - 4 土浦日大     | 延長11回    |
| 1983年（第14回大会） | 岩倉（初出場）                | 決勝     | ○ 5 - 0 京都商        |             |
| 1984年（第15回大会） | 国学院久我山（初出場）        | 1回戦    | ○ 1 - 0 滝川          |             |
| 1984年（第15回大会） | 国学院久我山（初出場）        | 準決勝   | ○ 7 - 1 東海大相模    |             |
| 1984年（第15回大会） | 国学院久我山（初出場）        | 決勝     | ○ 10 - 1 松商学園     |             |
| 1985年（第16回大会） | 帝京（3年ぶり2回目）          | 1回戦    | ○ 8 - 7 函館有斗      |             |
| 1985年（第16回大会） | 帝京（3年ぶり2回目）          | 準決勝   | ○ 12 - 5 豊国学園     |             |
| 1985年（第16回大会） | 帝京（3年ぶり2回目）          | 決勝     | ● 4 - 12 松商学園     |             |
| 1986年（第17回大会） | 帝京（2年連続3回目）          | 1回戦    | ○ 21 - 5 八戸工大一   | 7回コールド |
| 1986年（第17回大会） | 帝京（2年連続3回目）          | 準決勝   | ○ 12 - 3 川口工       |             |
| 1986年（第17回大会） | 帝京（2年連続3回目）          | 決勝     | ○ 10 - 8 愛知         |             |
| 1987年（第18回大会） | 堀越（初出場）                | 1回戦    | ○ 4 - 1 高崎工        |             |
| 1987年（第18回大会） | 堀越（初出場）                | 準決勝   | ○ 10 - 3 中津工       |             |
| 1987年（第18回大会） | 堀越（初出場）                | 決勝     | ○ 3x - 2 明石         |             |
| 1989年（第20回大会） | 帝京（3年ぶり4回目）          | 1回戦    | ○ 16 - 9 明徳義塾     | 7回コールド |
| 1989年（第20回大会） | 帝京（3年ぶり4回目）          | 準決勝   | ○ 6 - 5 斑鳩          | 延長13回    |
| 1989年（第20回大会） | 帝京（3年ぶり4回目）          | 決勝     | ● 0 - 2 東北          |             |
| 1990年（第21回大会） | 国士舘（初出場）              | 1回戦    | ○ 4 - 0 比叡山        |             |
| 1990年（第21回大会） | 国士舘（初出場）              | 準決勝   | ○ 10 - 4 松商学園     |             |
| 1990年（第21回大会） | 国士舘（初出場）              | 決勝     | ○ 11 - 3 木本         |             |
| 1991年（第22回大会） | 帝京（2年ぶり5回目）          | 1回戦    | ○ 7 - 0 海星          | 7回コールド |
| 1991年（第22回大会） | 帝京（2年ぶり5回目）          | 準決勝   | ○ 11 - 4 仙台育英     |             |
| 1991年（第22回大会） | 帝京（2年ぶり5回目）          | 決勝     | ● 8 - 13 星稜         |             |
| 1992年（第23回大会） | 世田谷学園（初出場）          | 1回戦    | ○ 16 - 7 久留米工大付 | 8回コールド |
| 1992年（第23回大会） | 世田谷学園（初出場）          | 準決勝   | ○ 15x - 14 金沢       |             |
| 1992年（第23回大会） | 世田谷学園（初出場）          | 決勝     | ○ 12 - 8 東海大相模   |             |
| 1993年（第24回大会） | 拓大一（初出場）              | 1回戦    | ○ 8 - 1 京都西        | 8回コールド |
| 1993年（第24回大会） | 拓大一（初出場）              | 準決勝   | ○ 14 - 2 富士学苑     |             |
| 1993年（第24回大会） | 拓大一（初出場）              | 決勝     | ● 2 - 5 東北          |             |
| 1994年（第25回大会） | 創価（初出場）                | 1回戦    | ○ 17 - 2 岐阜藍川     | 7回コールド |
| 1994年（第25回大会） | 創価（初出場）                | 準決勝   | ○ 9 - 3 波崎柳川      |             |
| 1994年（第25回大会） | 創価（初出場）                | 決勝     | ○ 6 - 3 星稜          |             |
| 1995年（第26回大会） | 帝京（4年ぶり6回目）          | 1回戦    | ○ 14 - 3 四日市工     | 7回コールド |
| 1995年（第26回大会） | 帝京（4年ぶり6回目）          | 準決勝   | ○ 17 - 2 北大和       |             |
| 1995年（第26回大会） | 帝京（4年ぶり6回目）          | 決勝     | ○ 7 - 3 福井商        |             |
| 1996年（第27回大会） | 東海大菅生（初出場）          | 1回戦    | ● 4 - 7 上宮          |             |
| 1997年（第28回大会） | 国士舘（7年ぶり2回目）        | 1回戦    | ○ 4 - 0 彦根東        |             |
| 1997年（第28回大会） | 国士舘（7年ぶり2回目）        | 準決勝   | ● 2 - 5 横浜          |             |
| 1998年（第29回大会） | 日大三（25年ぶり2回目）       | 1回戦    | ○ 9 - 2 開星          |             |
| 1998年（第29回大会） | 日大三（25年ぶり2回目）       | 準決勝   | ○ 15 - 5 PL学園       |             |
| 1998年（第29回大会） | 日大三（25年ぶり2回目）       | 決勝     | ● 9 - 10x 日南学園    | 延長12回    |
| 1999年（第30回大会） | 国士舘（2年ぶり3回目）        | 2回戦    | ○ 2 - 0 福島商        |             |
| 1999年（第30回大会） | 国士舘（2年ぶり3回目）        | 準決勝   | ● 7 - 13 敦賀気比     |             |
| 2000年（第31回大会） | 日大三（2年ぶり3回目）        | 2回戦    | ○ 5 - 0 鳥羽          |             |
| 2000年（第31回大会） | 日大三（2年ぶり3回目）        | 準決勝   | ● 5 - 10 尽誠学園     |             |
| 2001年（第32回大会） | 日大三（2年連続4回目）        | 2回戦    | ○ 12 - 10 九州学院    |             |
| 2001年（第32回大会） | 日大三（2年連続4回目）        | 準決勝   | ● 1 - 5 関西          |             |
| 2002年（第33回大会） | 国士舘（3年ぶり4回目）        | 2回戦    | ● 3 - 4x 延岡学園     | 延長14回    |
| 2003年（第34回大会） | 二松学舎大付（24年ぶり2回目） | 1回戦    | ○ 7 - 6 福岡工大城東  |             |
| 2003年（第34回大会） | 二松学舎大付（24年ぶり2回目） | 2回戦    | ● 3 - 10 広陵         | 7回コールド |
| 2004年（第35回大会） | 修徳（初出場）                | 1回戦    | ○ 7 - 6 宇部商        |             |
| 2004年（第35回大会） | 修徳（初出場）                | 2回戦    | ● 2 - 4 神戸国際大付  |             |
| 2005年（第36回大会） | 早稲田実（24年ぶり6回目）     | 2回戦    | ○ 11 - 3 岐阜城北     | 8回コールド |
| 2005年（第36回大会） | 早稲田実（24年ぶり6回目）     | 準決勝   | ● 3 - 5 駒大苫小牧    |             |
| 2006年（第37回大会） | 帝京（11年ぶり7回目）         | 1回戦    | ● 2 - 3x 広陵         |             |
| 2007年（第38回大会） | 関東一（初出場）              | 2回戦    | ● 2 - 14 横浜         | 7回コールド |
| 2008年（第39回大会） | 国士舘（6年ぶり5回目）        | 2回戦    | ● 3 - 6 鵡川          |             |
| 2009年（第40回大会） | 帝京（3年ぶり8回目）          | 2回戦    | ○ 6 - 3 北照          |             |
| 2009年（第40回大会） | 帝京（3年ぶり8回目）          | 準決勝   | ● 0 - 4 東海大相模    |             |
| 2010年（第41回大会） | 日大三（9年ぶり5回目）        | 2回戦    | ○ 7 - 1 北海          |             |
| 2010年（第41回大会） | 日大三（9年ぶり5回目）        | 準決勝   | ○ 5 - 2 浦和学院      |             |
| 2010年（第41回大会） | 日大三（9年ぶり5回目）        | 決勝     | ○ 4 - 1 鹿児島実      |             |
| 2011年（第42回大会） | 関東一（4年ぶり2回目）        | 1回戦    | ● 1 - 2 愛工大名電    |             |
| 2012年（第43回大会） | 安田学園（初出場）            | 2回戦    | ● 2 - 3 関西          |             |
| 2013年（第44回大会） | 関東一（2年ぶり3回目）        | 1回戦    | ● 3 - 8 沖縄尚学      |             |
| 2014年（第45回大会） | 東海大菅生（18年ぶり2回目）   | 2回戦    | ○ 7 - 4 静岡          |             |
| 2014年（第45回大会） | 東海大菅生（18年ぶり2回目）   | 準決勝   | ● 1 - 6 浦和学院      |             |
| 2015年（第46回大会） | 関東第一（2年ぶり4回目）      | 1回戦    | ● 4 - 7 札幌第一      |             |
| 2016年（第47回大会） | 早稲田実（11年ぶり7回目）     | 2回戦    | ○ 5 - 3 静岡          |             |
| 2016年（第47回大会） | 早稲田実（11年ぶり7回目）     | 準決勝   | ○ 6 - 4 福岡大大濠    |             |
| 2016年（第47回大会） | 早稲田実（11年ぶり7回目）     | 決勝     | ● 6 - 11 履正社       |             |
| 2017年（第48回大会） | 日大三（7年ぶり6回目）        | 1回戦    | ● 6 - 7x 日本航空石川 |             |
| 2018年（第49回大会） | 国士舘（10年ぶり6回目）       | 2回戦    | ● 3 - 7 札幌大谷      |             |
| 2019年（第50回大会） | 国士舘（2年連続7回目）        | 2回戦    | ● 3 - 4 白樺学園      |             |
| 2021年（第52回大会） | 国学院久我山（37年ぶり2回目） | 1回戦    | ● 3 - 6 花巻東        |             |
| 2022年（第53回大会） | 東海大菅生（8年ぶり3回目）    | 2回戦    | ● 2 - 6 広陵          |             |
| 2023年（第54回大会） | 関東第一（8年ぶり5回目）      | 1回戦    | ○ 6 - 2 熊本国府      |             |
| 2023年（第54回大会） | 関東第一（8年ぶり5回目）      | 2回戦    | ○ 9 - 5 大阪桐蔭      |             |
| 2023年（第54回大会） | 関東第一（8年ぶり5回目）      | 準決勝   | ● 6 - 8 作新学院      |             |